# Филлип Джеффрис
Специальный агент ФБР Филлип Джеффрис — вымышленный персонаж франшизы «Твин Пикс», созданный Дэвидом Линчем. Впервые появился в фильме-приквеле сериала «Твин Пикс: Сквозь огонь» (а также в его расширенной версии «Твин Пикс: Недостающие части») где его сыграл Дэвид Боуи. В продолжение сериала, «Твин Пикс: Возвращение» (2017), его озвучил актёр дубляжа Нэйтан Фриззелл.
Филлип Джеффрис возглавлял секретную оперативную группу «Голубая Роза», которая изучает загадочные закономерности и сверхъестественные явления. Он исчезает во время выполнения задания в Буэнос-Айресе, в 1987 году. Эпизодически появляется в полнометражном фильме, чтобы рассказать агенту Дейлу Куперу о существовании Чёрного Вигвама и некой загадочной Джуди.
Роль Джеффриса была значительно расширена в продолжение сериала 2017 года, но из-за смерти Боуи персонаж изображался в виде белого светящегося шара возле гигантского дымящегося чайника, находящегося в номере мотеля. Перед смертью Боуи дал Линчу разрешение на повторное использование кадров со своим персонажем из фильма при условии, что его переозвучит луизианский актёр.

## Биография

### «Твин Пикс: Сквозь огонь» и «Твин Пикс: Недостающие части»
Филлип Джеффрис проходил обучение в ФБР вместе с Гордоном Коулом (которого сыграл Дэвид Линч) на базе Куантико, получив статус спецагента в 1968 году. В 1970-х он возглавляет секретную оперативную группу «Голубая Роза». В 1987 году Джеффрис во время выполнения спецзадания в Буэнос-Айресе получает письмо от некой женщины, выходит из своего номера, после чего входит в лифт и бесследно исчезает. За год до убийства Лоры Палмер Джеффрис внезапно появляется из лифта в филадельфийском штабе ФБР в той самой одежде, в которой его видели в последний раз в Аргентине. Нетвёрдой походкой он направляется в кабинет своего бывшего начальника Коула. Там он начинает сбивчиво рассказывать о странных сущностях в Чёрном Вигваме и о какой то девушке по имени Джуди. Затем он показывает на агента Купера и кричит: «По-вашему, кто это там?» (вероятно, Джеффрис видел будущее и знал, что Дейл будет одержим БОБом). Продолжая бормотать абстрактные вещи (об «их встрече» в Сиэтле в номере над магазином и важном кольце) он буквально дематериализуется и затем вновь появляется в отеле в Буэнос-Айресе. Этот процесс сопровождается выбросом электрической энергии, что согласуется со связью во вселенной сериала между электричеством и активностью потусторонних сил. Вскоре после этого Джеффрис исчезает, на этот раз уже, по-видимому, навсегда.

### «Твин Пикс: Возвращение»
К тому моменту, когда Дейл Купер попадает в Чёрный Вигвам, Джеффрис окончательно теряет свой человеческий облик и превращается в белый светящийся шар, который испускает огромный механизм в форме чайника. Он находится за комнатой № 8 в мотеле, куда можно было попасть только с верхнего этажа определённого магазина. Сам Линч так описывал новый образ персонажа: 
Я сделал одну часть машины похожей на носик чайника, но теперь я хотел бы оставить её тогда прямой, потому что все теперь думают, что это чайник. Но это просто машина.
Примерно в это же время другой человек начал выдавать себя за Джеффриса, наняв киллеров Рэя Монро и Дарью для убийства двойника (одержимого Купера, известного своим соратникам как «мистер Си»), однако они проваливают задание. Находясь в Южной Дакоте, мистер Си пытается связаться с Джеффрисом по телефону, но на другом конце провода оказывается лже-Джеффрис. Самозванец заявляет, что они «разминулись с [мистером Си] в Нью-Йорке», и сообщает, что они знают, что двойник встречался с майором Гарландом Бриггсом. «Джеффрис» звонит, чтобы попрощаться с мистером Си, говоря двойнику: «Завтра ты вернёшься, а я снова буду с БОБом» (намекая на то, что доппельга́нгер Купера должен отправиться назад в Чёрный Вигвам). После этого связь прерывается.
Альберт Розенфилд сообщает Коулу, что кто-то, выдающий себя за Джеффриса, запросил у него информацию об их человеке в Колумбии, утверждая, что это имеет отношение к безопасности Дейла Купера. Через неделю агента убивают. Затем Коулу вновь снится странный, давно позабытый им инцидент — когда Джеффрис появляется в Филадельфии и ставит под сомнение личность Купера. В разговоре с начальником Альберт признаётся, что в его памяти тоже часто всплывает этот день.
После покушения на мистера Си Рэй связывается с «Филлипом» по телефону и говорит, что, по его мнению, клиент мёртв, в ином случае Рэй завершит работу, когда мистер Си найдёт его на «ферме». Позже под дулом пистолета Монро признается лже-Куперу, что не́кто по имени Филлип Джеффрис организовал ему побег из тюрьмы и приказал надеть кольцо на палец мистера Си после его смерти. И что Джеффрис скрывается в каком-то месте под названием «У Голландца».
Пытаясь найти Джуди, мистер Си едет в мотель над магазином и встречается с настоящим Джеффрисом. Он узнает, что Филлип не имел никакого отношения к Рэю. Затем мистер Си спрашивает его о Джуди, о которой Джеффрис упоминал в офисе ФБР ещё в 1989 году, и о том, хочет ли Джуди чего-то от него. Джеффрис отвечает, что он может спросить у Джуди сам, и из носика механизма появляется пар в виде шифра, который переписывает лже-Купер.
После того, как настоящий агент Купер убивает своего двойника, МАЙК сопровождает его на встречу с Джеффрисом. Филлип демонстрирует Куперу восьмёрку, ленту Мёбиуса, символ бесконечности или же искажённый символ Пещеры Сов, символ двух миров — настоящего и теневого. Купер называет дату смерти Лоры, Джеффрис говорит, что там он и найдёт Джуди, и предупреждает, что там опасно — не поскользнись. «Там может быть… кто-то. Ты спрашивал меня об этом?», — также добавляет он и просит Купера передать привет Гордону Коулу, отмечая, что Коул запомнит «неофициальную версию». Под громкие разряды электричества Купер материализуется в лесу в 1989 году.

## Наследие
«[Филлип Джеффрис] — агент, который либо уже восемь лет как мёртв, либо взял длительный отпуск и забыл отметиться [на работе]», — так Дэвид Боуи описал своего персонажа в пресс-релизе фильма «Твин Пикс: Сквозь огонь». «Мой персонаж, — продолжал музыкант, — много где побывавший поборник закона. Он видел слишком много, но мало чего может с этим поделать. На самом деле не сильно отличается от восприятия типичного рок-идола».
По словам соавтора сценария «Твин Пикса» Боба Энгельса, Дебби Трутник, которая была ассистенткой Линча в начале 1990-х, неоднократно просила режиссёра написать персонажа под Дэвида Боуи. В итоге он так и сделал. «Они заставили меня поднапрячься, — вспоминал музыкант в интервью The Seattle Times. — Все мои сцены отсняли за четыре-пять дней, потому что в то время я активно готовился к турне Tin Machine». Никого не предупредив, Боуи оставил себе деталь из гардероба Джеффриса, о чём впоследствии шутил: «Я несколько раз надевал [его ремень] на сцену с группой Tin Machine. На нём изображены два довольно броских портрета Фриды Кало. Очень актуальная вещь. Надеюсь, это [кража] приведёт к судебному разбирательству, которое получит широкую огласку на CNN. В противном случае я продам его тому, кто больше заплатит… или Мадонне, быть может».
В оригинальной версии фильма «Твин Пикс: Сквозь огонь» появление Джеффриса происходит в 1988 году, но в «Недостающих частях», а также в книге «Тайная история Твин-Пикс» и в 15-м эпизоде продолжения персонаж появляется в 1989 году.

Линч хотел задействовать Боуи в продолжении сериала, однако сделать этого не удалось из-за болезни музыканта. Его адвокат сообщил режиссёру о тяжёлом состоянии Боуи, о чём не разглашалось публично вплоть до его смерти. Тем не менее, Боуи дал Линчу разрешение повторно использовать кадры с персонажем из фильма, однако он был недоволен своим акцентом, поэтому попросил, чтобы его переозвучил актёр с настоящим луизианским акцентом. Позже Линч вспоминал: 
Я никогда не говорил лично с ним по этому поводу, но разговаривал с его адвокатом, который так и не сказал, почему Боуи не может сняться в сериале. Но потом, конечно, всё стало ясно.

Несмотря на это, Линч всё равно сделал Джеффриса одной из ключевых фигур финала истории Дейла Купера и посвятил Боуи 14-ю серию сериала. Впоследствии он так отзывался об их сотрудничестве: 
Было в нём что-то такое, что так отличало его от всех остальных. Хотя я встречался с ним только во время совместной работы, да и ещё пару раз, он запомнился таким хорошим парнем, дружелюбным и лёгким в общении. Мне просто хотелось бы, чтобы он всё ещё был с нами, чтобы мы могли снова поработать вместе.